# Kawia większa
Kawia większa (Cavia magna) – gatunek gryzonia z rodziny kawiowatych spokrewniony z kawią domową. Zamieszkuje przybrzeżne mokradła i bagna wzdłuż południowo-wschodniego wybrzeża Brazylii i północno-wschodniego wybrzeża Urugwaju. Okres życia: do 2 lat.

## Kariotyp
Garnitur chromosomowy kawii większej tworzą 32 pary (2n=64) chromosomów; FN=128.

## Tryb życia
Rozród odbywa się przez cały rok. W ciągu roku samica może wydać na świat 3 mioty. Kawia większa może osiągać wiek 2 lat.

## Siedlisko
Zamieszkuje przybrzeżne mokradła i bagna. Zasięg terytorialny samców jest znacznie większy (o około 50%) niż samic. Samce zajmują teren o powierzchni średnio 11 830 m², zaś samice 7670 m².

## Zagrożenie i ochrona
Zasięg występowania gatunku ulega stałem zmniejszaniu. Jakość siedlisk ulega systematycznemu pogarszaniu.